# La comedia musical española
La comedia musical española va ser un programa de televisió, emès per TVE en 1985.

## Format
L'espai va ser un homenatge al gènere de la Revista, representant-se en cadascun dels episodis les peces més destacades estrenades a Espanya des de la dècada de 1930. Va comptar amb la participació d'algunes de les vedettes més destacades, interpretant, cadascuna d'elles dues obres: Concha Velasco, María José Cantudo, Paloma San Basilio i Esperanza Roy. A més, en el primer programa, de presentació, es va comptar amb la presència de l'estrella més important del gènere: Celia Gámez.

## Obres representades
- Presentación - 1 d'octubre de 1985
  - Celia Gámez

- El águila de fuego - 8 d'octubre de 1985
  - Concha Velasco... Celinda
  - Paco Valladares... Claudio
  - Pedro Osinaga... Javier
  - Máximo Abel ... Caçador
  - Santiago Álvarez ... Recepcionista
  - Francisco Cecilio... Arturo
  - Ángel de Andrés... Pío
  - Manuel Fajardo ... Yáculo
  - Blas Martín ... Amo
  - Mayrata O'Wisiedo... Comtessa
  - Rosa Valenty... Lydia

- Las leandras - 15 d'octubre de 1985
  - Paloma San Basilio... Concha
  - Luis Barbero... Carter
  - María Barranco... Donzella
  - Quique Camoiras... Francisco
  - Pedro Civera... Leandro
  - Queta Claver... Manuela
  - María Garralón... Fermina
  - Silvia Marsó... Chon
  - María Mendiola ... Aurora
  - Fernando Santos... Don Francisco
  - Pastor Serrador... Don Cosme
  - Luis Varela... Ernesto
  - Tomás Zori... Porras

- La estrella de Egipto - 22 d'octubre de 1985
  - Esperanza Roy... Semiramis / Estrella
  - Manuel Gallardo... Tebis / Jorge
  - Valeriano Andrés... Krobe
  - Francisco Cecilio... Pietro
  - Ángel de Andrés... Smith
  - Josep Maria Pou... Aramis

- Luna de miel en El Cairo - 29 d'octubre de 1985
  - Teresa Rabal... Marta
  - Manolo Otero... Eduardo
  - José Bódalo... El Mudir
  - Fabián Conde
  - Margot Cottens... Elena Caro
  - Ángel de Andrés... Ponciano Mendes
  - Ignacio de Paúl ... Capitán
  - Beatriz Elorrieta ... Margara
  - María Mendiola ... Myrna
  - Sergio Mendizábal
  - Juan Carlos Naya... Rufi
  - Ventura Ollé
  - Mayrata O'Wisiedo... Basilisa
  - Fernando Santos... Don Moncho
  - Loreta Tovar ... Elsa
  - Marcial Zambrana
  - Tomás Zori... Florido

- Róbame esta noche - 5 de novembre de 1985
  - María José Cantudo... Emérita
  - Emilio José... Alexis
  - Pilar Bardem... Loreta
  - Francisco Camoiras... Pepillo
  - Mónica Cano... Carmela
  - Manolo de Vega... Frasquito
  - María Elena Flores... Tomasa
  - Luis Lorenzo ... Antonillo
  - Blas Martín
  - María Mendiola ... Angustias
  - Paco Racionero... Manolillo
  - Raquel Rodrigo... Malena
  - Pastor Serrador... Don Jacobo
  - Pedro Valentín... Currillo

- Cinco minutos nada menos - 12 de novembre de 1985
  - Concha Velasco... María Rosa
  - Pedro Osinaga... Florián
  - José Sazatornil... Don Justo
  - Quique Camoiras
  - Luis Varela... Felipe
  - Margot Cottens... Doña Nieves
  - Alfonso del Real... Cándido
  - María Isbert... Doña Soledad

- La cuarta de A. Polo - 19 de novembre de 1985
  - Massiel... Leonor
  - María Barranco
  - Paco Bernal
  - Francisco Camoiras
  - Rafael Castejón
  - Pedro Civera... Arturo
  - Queta Claver... Sara
  - Azucena Hernández... Sarita
  - Sergio Mendizábal
  - Ventura Ollé
  - Pastor Serrador... Sergent
  - Luis Varela... Román
  - Adriana Vega... Zulema

- Ana María - 26 de novembre de 1985
  - Esperanza Roy... Ana María
  - Luisa Armenteros... Olvido
  - Pilar Bardem... Andrea
  - María Barranco
  - José Bódalo... Cristóbal
  - Ángel de Andrés... Nocomedes
  - María Isbert... Manuela
  - Adriana Ozores... Soledad
  - Paula Sebastián
  - Loreta Tovar ... Carolina
  - Rosa Valenty... Laura
  - Luis Varela... Gundito

- La Cenicienta del Palace - 3 de desembre de 1985
  - Paloma San Basilio... Celia / Delia
  - Víctor Valverde... Carlos
  - María Barranco... Secretària
  - Alfonso Bernal ... Fotògraf
  - Margot Cottens... Baronessa
  - Alfonso del Real... Director
  - Luis Escobar... Don Trino
  - Luis Lázaro ... Periodista
  - Helga Liné... Irene
  - Isidro Luengo ... Porter
  - José Morales ... Recepcionista
  - Félix Navarro... Detectiu
  - Juan Carlos Naya... Roberto
  - José Rueda ... Fotògraf
  - José María Rueda

- Las de Villadiego - 10 de desembre de 1985
  - María José Cantudo... Fifí
  - Quique Camoiras... Bartolo
  - Silvia Casanova
  - Rafael Castejón ... Primitivo
  - Irene Daina... Remedios
  - María Elena Flores... Antonina
  - María Garralón... Fanny
  - Adriana Ozores... Sofía
  - Marisa Porcel... Justa
  - Josep Maria Pou... Mr. Play
  - Fernando Santos... Fulgencio
  - Pedro Valentín ... Cabrales
  - Tomás Zori... Genovevo

- La hechicera en palacio - 17 de desembre de 1985
  - Concha Velasco... Patricia
  - Paco Valladares... Taoli
  - María Álvarez ... Martina
  - Paco Bernal ... Herrero
  - Blaki... Vocero
  - Roberto Caballero ... Capità
  - Licia Calderón... Deseada
  - Francisco Cecilio... Robin
  - Rubén García ... Cornelio
  - Alfonso del Real... Duc Epi
  - Luis Lázaro ... Picio
  - Jenny Llada... Cinia
  - Juan Carlos Montalban ... Ajudant fotògraf
  - Guillermo Montesinos... Forofo
  - Carmen Platero ... Duquessa
  - Ramón Reparaz ... Herrero
  - José María Rueda ... Vigia
  - Fernando Sala ... Capità

- El sobre verde - 24 de desembre de 1985
  - José Bódalo... Ricachón
  - Quique Camoiras... Faroles
  - María José Cantudo
  - Queta Claver... Filomena
  - Ángel de Andrés... Carbonilla
  - Alfonso del Real... Brigitte
  - Luis Escobar... Ordenança
  - Manuel Gallardo... Guàrdia
  - María Garralón... Chelo
  - María Isbert... Malhuele
  - Fedra Lorente... Mimí
  - Luis Lorenzo... Manchao
  - Silvia Marsó
  - Massiel
  - Félix Navarro
  - Pedro Osinaga... Antoine
  - Josep Maria Pou... Maitre
  - Teresa Rabal
  - Esperanza Roy
  - Paloma San Basilio
  - Fernando Santos... Don Nicanor
  - Pedro Valentín ... José María
  - Rosa Valenty... Fifí
  - Víctor Valverde... Guàrdia
  - Concha Velasco
  - Tomás Zori... Simeón